# Севастьянов, Яков Александрович
Яков Александрович Севастьянов (1796—1849) — генерал-майор, математик; основоположник и первый профессор начертательной геометрии в России.

## Биография
Родился в семье естествоиспытателя, будущего академика Александра Фёдоровича Севастьянова. 
Первоначальное образование получил в Санкт-Петербургской гимназии. Академик Висковатов, заметив в нём большие способности к математике, взялся быть его наставником. В 1811 году из гимназии Яков Севастьянов поступил воспитанником в Институт Корпуса инженеров путей сообщения. В 1812 году, за особые успехи в математике, он был произведён в прапорщики. После окончания в 1814 году полного курса он получил чин поручика и был оставлен при институте. В 1815 году он был назначен репетитором начертательной геометрии к полковнику Потье, возвращённому из Сибири после победы над Наполеоном. С этого времени и началась педагогическая деятельность Я. А. Севастьянова, благодаря которой в России распространились знания по начертательной геометрии.
В 1823 году, после преобразования Института, он стал его штатным преподавателем, а в начале 1824 года, в чине подполковника (с 28.6.1823), ему было присвоено звание профессора начертательной геометрии. В 1829 году он был произведён в полковники, а в 1836 году — в генерал-майоры. С 1836 по 1843 г. он был помощником директора Института инженеров путей сообщения по учебной части, продолжая исполнять  обязанности профессора. Из Института он был уволен в 1843 году, когда получил назначение членом Совета Главного управления путей сообщения и публичных зданий, в дальнейшем стал также членом Аудиториата этого управления. Оставил эти должности не ранее 1 декабря 1847 года по причине тяжёлой болезни. 
Похоронен на Смоленском православном кладбище Санкт-Петербурга.

## Научная деятельность
В математике, особенно в геометрии, заслуги Я. А. Севастьянова весьма значительны. Он считается основоположником отечественной начертательной геометрии; им были сделаны переводы учебника по начертательной геометрии и введена терминология для начертательной геометрии на русском языке.
Он является автором ряда переводов и оригинальных сочинений:
- «Основания начертательной геометрии» Г. Потье / Перевод Я. Севастьянова. — 1816;
- «Приложение начертательной геометрии к рисованию» Г. Потье / Перевод Я. Севастьянова. — 1818;
- «Начальные основания разрезки камней» Г. Потье / Перевод Я. Севастьянова. — 1818 (с франц. текстом);
- «Начальные основания аналитической геометрии». — 1819. — первое оригинальное руководство по аналитической геометрии на русском языке.
- «Основания начертательной геометрии». — 1821. (Изд. 2-е. — СПб., 1834)
- «Приложения начертательной геометрии к рисованию». — 1830.
- «Приложение начертательной геометрии к воздушной перспективе, к проекции карт и к гномонике». — 1831. — это сочинение было удостоено поощрительной Демидовской премии.

Им были также изданы некоторые переводы и собрание собственных стихотворений, под названием «Беседы с музами». 

## Источник
Севастьянов, Яков Александрович // Русский биографический словарь : в 25 томах. — СПб.—М., 1896—1918.